# Enteroscopia
En medicina, se llama enteroscopia (también, enteroscopía) a un tipo de exploración del intestino delgado que se realiza utilizando un endoscopio especial llamado enteroscopio. Existen varios dispositivos para realizar este estudio. Los más habituales son el enteroscopio de balón único y el de doble balón. Es un procedimiento de realización laboriosa y más largo en general que la gastroscopia y la colonoscopia, el abordaje puede hacerse por vía oral o anal, dependiendo de las circunstancias de cada caso concreto.

## Justificación
El tubo digestivo alto puede explorarse a través de la gastroscopia y el colon mediante la colonoscopia, sin embargo el espacio intermedio entre estas estructuras formado por el instestino delgado, no es asequible a ninguna de las dos exploraciones. Cuando el médico sospecha lesión del intestino delgado, puede utilizarse la cápsula endoscópica que tras ser ingerida por el paciente proporciona imágenes útiles para el diagnóstico. Sin embargo la cápsula endoscópica no permite la toma de biopsias ni la realización de procedimientos terapéuticos que si son posibles mediante la enteroscopia.